# Carlos Alberto Breis Pereira
Carlos Alberto Breis Pereira OFM (ur. 16 września 1965 w São Francisco do Sul) – brazylijski duchowny katolicki, biskup Juazeiro w latach 2016–2023, arcybiskup koadiutor Maceió w latach 2023-2024, arcybiskup Maceió od 2024. 

## Życiorys
31 stycznia 1999 otrzymał święcenia kapłańskie w zakonie franciszkanów. Jako członek prowincji Santo Antônio pełnił funkcje m.in. jej sekretarza ds. formacji i studiów, definitora, wikariusza i prowincjała.
17 lutego 2016 papież Franciszek mianował go biskupem koadiutorem diecezji Juazeiro. Sakry biskupiej udzielił mu 7 maja 2016 metropolita Olindy i Recife – arcybiskup Fernando Antônio Saburido. Rządy w diecezji objął 7 września 2016 po przejściu na emeryturę poprzednika.
8 listopada 2023 ten sam papież przeniósł go na urząd arcybiskupa koadiutora archidiecezji Maceió. 3 kwietnia 2024 po przejściu na emeryturę poprzednika objął urząd metropolity Maceió. 